# نوناسبي
بلدية نوناسبي (بالإسبانية: Nonaspe) هي بلدية تقع في مقاطعة سرقسطة التابعة لمنطقة أراغون شمال شرق إسبانيا.

## الديموغرافيا
بلغ عدد سكان بلدية نوناسبي 1.054 نسمة عام 2011 (وفقاً للمعهد الوطني الإسباني للإحصاء).
| 1.100 | 1.081 | 1.029 | 1.059 | 1.056 | 1.083 | 1.054 |